# Hot Springs (Montana)
Hot Springs – miasto w Stanach Zjednoczonych, w stanie Montana, w hrabstwie Sanders.